# Shirley Scott
| Shirley Scott                             | Shirley Scott                             |
| Kattints az alábbi külső linkek egyikére! | Kattints az alábbi külső linkek egyikére! |
| ----------------------------------------- | ----------------------------------------- |
| Nem található szabad kép.(?)              |                                           |
| külső link · jogvédett                    | Shirley Scott                             |

Shirley Scott (Philadelphia, 1934. március 14. – Philadelphia, 2002. március 10.) amerikai dzsesszorgonista. Stílusa a bebop, a blues és a gospel elemeiből egyaránt táplálkozott.

## Pályafutása
Édesapja dzsesszklubot működtetett családi házuk alagsorában, a testvére pedig szaxofonozott. Shirley Scott nyolcévesen korában kezdett zongorázni tanulni. Beiratkozott a Philadelphia High School for Girlsbe, ahol ösztöndíjat kapott. A zongorát ekkor trombitára váltotta, és a városi iskola zenekarában játszott.
A Cheyney Egyetemen mesterképzésen vett részt. Később már mint tanár tért vissza az egyetemre.
Az 1950-es években Hammond B-3 orgonán játszott. Az Eddie „Lockjaw” Davisszel készített felvételei között szerepelt az In the Kitchen című sláger is.
A gospel és a blues hatására soul-jazzt játszott az 1960-as években Stanley Turrentine-nel. Turrentine aztán a férje lett, majd 1971-ben elváltak.
A dzsesszorgona népszerűsége az 1970-es években visszaesett, de az 1980-as években újra divatos lett. Az 1990-es években Shirley Scott zongoristaként játszott egy trióban és philadelphiai helyszíneken léptek fel.
2000-ben 8 millió dolláros követelést nyert meg az American Home Productsszal − egy diétás gyógyszer gyártójával − szemben.
2002-ben szívelégtelenség következtében halt meg.

## Lemezválogatás
- 1961: Shirley Scott plays Horace Silver
- 1958–61: Workin’
- 1958–60: Like Cozy
- 1963: Soul Shoutin’
- 1964: Blue Flames
- 1965: Queen of the Organ
- 1992: Blues Everywhere
- 1992: A Walkin’ Thing